# Gerard, regent de Geldern
Gerard a fost regent în comitatul de Geldern în ultimii 21 de ani ai domniei contelui Henric I de Geldern (1160-1181).
Chiar înainte de a muri, Gerard s-a căsătorit cu Ida, contesă de Boulogne, la sfatul unchiului acesteia, contele Filip I de Flandra.